# Вартанян, Аревалуйс Арутюновна
Аревалу́йс Арутю́новна Вартаня́н (арм. Արևալույս Հարությունի Վարդանյան; 1914, город Гагры Черноморской губернии Российской империи — дата и место смерти не установлены) — армянский советский садовод-виноградарь, шелковод, передовик сельскохозяйственного производства. Герой Социалистического Труда (1951).

## Биография
Аревалуйс Арутюновна Вартанян родилась в 1914 году в городе Гагры Черноморской губернии Российской империи (ныне город находится на территории Абхазской Автономной Республики), в семье рабочего.
В 1940 году Аревалуйс Вартанян вместе с семьей переехала на постоянное жительство в Бериевский район Армянской ССР (с 1953 года — Шаумяновский район, с 1958 года в составе города Ереван). Она была принята на работу в колхоз имени Сталина (в дальнейшем носил имя XVIII съезда ВКП(б)). В короткий срок усвоив агротехнические условия выращивания плодовых культур, Вартанян начала заниматься садоводством и виноградарством. В трудные годы Великой Отечественной войны Вартанян удалось получить высокие урожаи винограда, за что в 1944 году она была награждена орденом «Знак Почёта».
В послевоенное время, по направлению правления колхоза имени XVIII съезда ВКП(б), Аревалуйс  Вартанян начала занималась шелководством. Она была назначена звеньевой шелководческого звена колхоза. К 1950 году, ухаживая за тремя коробками грены, Вартанян получила рекордный урожай — 341,5 килограмма коконов тутового шелкопряда.
Указом Президиума Верховного Совета СССР от 11 июля 1951 года за получение в 1950 году высоких урожаев коконов тутового шелкопряда при выполнении колхозами обязательных поставок и контрактации по всем видам сельскохозяйственной продукции, натуроплаты за работу МТС и обеспеченности семенами всех культур для весеннего сева 1951 года Аревалуйс Арутюновне Вартанян было присвоено звание Героя Социалистического Труда с вручением ордена Ленина и золотой медали «Серп и Молот».
В 1952 году Аревалуйс Вартанян ухаживала за четырьмя коробками грены и получила 110 килограмма коконов тутового шелкопряда, за что была награждена вторым орденом Ленина. С 1957 года Вартанян вновь перешла к садоводческим работам и была назначена звеньевой садоводческого звена колхоза имени XVIII съезда ВКП(б). Под руководством Вартанян звену удалось получить высокий урожай винограда — 155 центнера с каждого гектара на общей территории 4,5 гектара. Аревалуйс Вартанян участвовала во Всесоюзной сельскохозяйственной выставке, где представив свои достижения, Главным выставочным комитетом была отмечена наградой.
Аревалуйс Арутюновна Вартанян также вела активную общественную деятельность. Она избиралась депутатом Верховного Совета Армянской ССР III созыва. В 1955 и 1957 годах Вартанян избиралась депутатом Шаумяновского районного Совета, а в 1959 году — депутатом Ереванского городского Совета.

## Награды
- Герой Социалистического Труда (Указ Президиума Верховного Совета СССР от 11 июля 1951 года, орден Ленина и медаль «Серп и Молот») — за получение в 1950 году высоких урожаев коконов тутового шелкопряда при выполнении колхозами обязательных поставок и контрактации по всем видам сельскохозяйственной продукции, натуроплаты за работу МТС и обеспеченности семенами всех культур для весеннего сева 1951 года[4].
- Орден Ленина (4.06.1952)[4].
- Орден «Знак Почёта» (8.02.1944)[4].